# Água Viva (telenovela)
Água Viva é uma telenovela brasileira produzida e exibida pela TV Globo de 4 de fevereiro a 8 de agosto de 1980, em 160 capítulos.. Substituiu Os Gigantes e foi substituída por Coração Alado, sendo a 24ª "novela das oito" exibida pela emissora. 
Escrita por Gilberto Braga e Manoel Carlos, com co-autoria de Leonor Bassères foi dirigida por Roberto Talma e Paulo Ubiratan.
Contou com as participações de Betty Faria, Reginaldo Faria, Raul Cortez, Tônia Carrero, Lucélia Santos, Fábio Júnior, José Lewgoy, Beatriz Segall, Glória Pires, Kadu Moliterno e Cláudio Cavalcanti.

## Enredo
A trama gira em torno de Maria Helena (Isabela Garcia), uma pequena órfã que ligará boa parte dos personagens. Atingindo a idade de ser transferida para outro orfanato, Maria Helena sente-se insegura e amedrontada. É um mundo novo, completamente desconhecido, que a espera. A sua única amiga é Suely (Ângela Leal), que descobre que o pai biológico de Maria Helena é Nelson Fragonard (Reginaldo Faria), um boa-vida muito temperamental, apaixonado por pesca em alto-mar e irmão, por parte de pai, do famoso cirurgião plástico Miguel Fragonard (Raul Cortez).
Suely, funcionária da Estrada de Ferro Central do Brasil, procura Nelson com o objetivo de apresentar-lhe Maria Helena, mas o playboy se recusa a acreditar na paternidade da órfã. Na mesma época, Nelson aceita participar de uma negociata proposta por um amigo seu, Técio (Ivan Cândido), que lhe propõe assumir formalmente a propriedade de uma empresa de automóveis, a Cris Motor, com o objetivo de levar vantagem na partilha de bens com sua esposa, de quem se separara recentemente. Porém, durante uma competição de pesca em sua lancha, Técio morre. Logo após a pretensa tragédia, Nelson descobre que a empresa encontra-se falida e que, como novo "dono" dela, terá que assumir todo o passivo da mesma. Em pouco tempo a Justiça arresta todos os seus bens, e Nelson, que mais não fizera do que servir de "laranja" ao "amigo", cai na pobreza. Com isso, o destino de Maria Helena mantém-se incerto.
Paralelamente, Janete (Lucélia Santos) é uma moça que não se conforma em ter os pais, Evaldo (Mauro Mendonça) e Wilma (Aracy Cardoso), sustentados pela tia solteirona Irene (Eloísa Mafalda), irmã de Evaldo. Em meio aos seus conflitos familiares, Janete desperta a paixão em Bruno (Kadu Moliterno), jovem fotógrafo, filho do milionário Kléber Simpson (José Lewgoy), este último, ex-marido de Stella Fraga Simpson (Tônia Carrero), uma socialite avoada e excêntrica. Bruno faz de tudo para conquistar Janete, sem êxito.
Ela acaba por se apaixonar por Marcos (Fábio Júnior), um jovem médico, e o sentimento será recíproco, para desespero e decepção do fotógrafo. Contudo, o amor entre os jovens terá que enfrentar a ferrenha oposição da megera Lourdes Mesquita (Beatriz Segall), uma aristocrata falida e mãe de Marcos. Lourdes deseja ver o filho casado com Sandra (Glória Pires), filha de Miguel Fragonard. A vilã também detesta seu genro, Edir (Cláudio Cavalcanti), professor esquerdista de história, marido de sua filha, Márcia (Natália do Vale), a qual não se conforma, apesar de morar no Leblon, com a vida de classe média baixa que leva. O casal acaba assumindo a guarda provisória de Maria Helena.
Em meio a tudo isso, desenrola-se também o drama de Lígia (Betty Faria), uma alpinista social recém-separada de Heitor (Carlos Eduardo Dolabella), que a traíra com sua melhor amiga, Selma (Tamara Taxman). Após o divórcio, Lígia se envolve com Nelson. Ela não sabe que este é irmão de Miguel, mas encanta-se com sua aparência e simplicidade de caráter. Ambos iniciam um relacionamento, em meio à luta de Nelson para sobreviver em sua nova condição social. Ele, no entanto, esconde de Lígia o seu passado, esperando que ela baseie seus sentimentos apenas na sua pessoa.
Nelson e Miguel passaram a maior parte de suas vidas formalmente rompidos. Para Nelson, seu irmão teria tirado partido da morte do pai de ambos para o lesar na partilha da herança, o que o próprio Miguel acabaria confessando a Nelson em conversa privada, pouco antes do fim da trama. Todavia, enquanto o jovem Miguel lutava para se tornar um cirurgião plástico mundialmente conhecido, Nelson apenas vivia de acordo com a renda obtida de sua parte. Foi a queda do padrão de vida de Nelson, em paralelo com a morte de Lucy (Tetê Medina), esposa de Miguel, que reaproximou a ambos. Mas o caso de amor entre Nelson e Lígia é abaladíssimo após a prisão deste, envolvido injustamente em um caso de contrabando de joias comandado por Evaldo, que havia sido demitido de uma agência de turismo e era agora sócio do ex-playboy. Lígia, então, se envolve amorosamente com Miguel, recentemente viúvo de Lucy, morta numa explosão acidental de lancha. E recomeça a disputa entre os dois irmãos, agora envolvendo o amor de Lígia.
Nelson reencontra Técio numa viagem a Miami, mas Técio não chega a contar-lhe a verdade toda, pois é morto por um matador de aluguel que dispara, a distância, um tiro de rifle. Ocorre também o assassinato de Miguel, com Kléber por autor, pois o empresário, ex-tutor de Nelson, estava falido, tendo maquinado a perda do patrimônio deste. Miguel descobre tudo através do detetive Milton Sarpo (Ênio Santos), paga com a vida, Kléber é preso e escreve na cadeia um livro de memórias.

## Elenco
| Interprete               | Personagem                             |
| ------------------------ | -------------------------------------- |
| Betty Faria              | Lígia Prado Fragonard                  |
| Reginaldo Faria          | Nelson Fragonard                       |
| Raul Cortez              | Miguel Fragonard                       |
| Tônia Carrero            | Stella Maria Fraga Simpson             |
| Ângela Leal              | Suely Bandeira (Su)                    |
| Lucélia Santos           | Janete Fragoso Neves                   |
| Fábio Júnior             | Marcos Soares Mesquita                 |
| Beatriz Segall           | Lourdes Soares Mesquita                |
| Cláudio Cavalcanti       | Edir da Cunha Santos                   |
| Natália do Vale          | Márcia Soares Mesquita da Cunha Santos |
| Glória Pires             | Sandra Fragonard (Sandrinha)           |
| Kadu Moliterno           | Bruno Fraga Simpson                    |
| José Lewgoy              | Kléber Simpson                         |
| Isabela Garcia           | Maria Helena Pedrosa Fragonard         |
| Arlete Salles            | Celeste Lima                           |
| Mauro Mendonça           | Evaldo Fragoso Neves                   |
| Eloísa Mafalda           | Irene Fragoso Neves                    |
| Carlos Eduardo Dolabella | Heitor Sampaio                         |
| Tamara Taxman            | Selma Sampaio                          |
| Fernando Eiras           | Alfredo Santana                        |
| Jorge Fernando           | Jáder Bandeira                         |
| Maria Padilha            | Elisabeth Pires da Mota (Beth)         |
| Aracy Cardoso            | Wilma Fragoso Neves                    |
| Terezinha Sodré          | Marinete                               |
| Jacqueline Laurence      | Clarice                                |
| Maria Zilda Bethlem      | Gilda Sarpo                            |
| Maria Helena Pader       | Mary                                   |
| Francisco Dantas         | Marciano Laranjeira                    |
| Edson Silva              | Lafayette                              |
| Ilva Niño                | Antônia                                |

### Participações especiais
| Intérprete             | Personagem               |
| ---------------------- | ------------------------ |
| Milton Moraes          | Sérgio Lima              |
| Tetê Medina            | Lucy Fragonard           |
| Ivan Cândido           | Técio                    |
| Grande Otelo           | Canivete                 |
| Maria Helena Dias      | Clara                    |
| John Herbert           | Jaime Alves Cardoso      |
| Helô Pinheiro          | Sara                     |
| Ricardo Blat           | Jofre                    |
| Ísis Koschdoski        | Cíntia                   |
| Cleyde Blota           | Marlene                  |
| Jardel Mello           | Carlos                   |
| Ricardo Petraglia      | Max                      |
| Clementino Kelé        | Tinhorão                 |
| Ênio Santos            | Delegado Rômulo Siqueira |
| Ivan Mesquita          | Detetive Milton Sarpo    |
| Nildo Parente          | Fonseca                  |
| Tony Ferreira          | Valdir                   |
| José Carlos Sanches    | Lúcio                    |
| Lícia Magna            | Edith                    |
| Maria Eugênia Villarta | Cristina                 |
| Lucy Mafra             | Rosa                     |
| Dary Reis              | Joel                     |
| Álvaro Aguiar          | Turíbio                  |
| Izabella Bicalho       | Francisquinha            |
| Danton Jardim          | Edson                    |
| Hemílcio Fróes         | Armando                  |
| Henriette Morineau     | Jojô Besançon            |
| Waldyr Sant'anna       | Jornaleiro               |
| Luiz Armando Queiroz   | Bicheiro                 |
| Wagner Carvalho        | Salva-vidas              |
| Marco Miranda          | Gerente Hotel            |
| Ticiana Studart        | Lia                      |
| João Cláudio Melo      | Paulo Roberto (Paulinho) |
| Giovana Souto Maior    | Patrícia Prado Sampaio   |
| David Pinheiro         | Assistente de direção    |

## Produção
Teve o título provisório de Vento Norte. Glória Menezes foi a primeira atriz cotada para viver Lucy Fragonard, mas recusou por achar a personagem pequena e inexpressiva. Pepita Rodrigues foi chamada, mas declinou do convite, por se achar nova demais para ser mãe de Glória Pires (Pepita tinha 28 anos e Glória dezesseis).
Gilberto Braga se queixou por estar escrevendo a novela sozinho e a Globo convocou Manoel Carlos para colaborar na trama a partir do capítulo 60.
As atrizes Tônia Carrero, Glória Pires, Maria Zilda e Maria Padilha iriam gravar uma cena no Posto 9 da praia de Ipanema, na zona sul do Rio de Janeiro. Simulariam um topless, utilizando apenas um par de adesivos para cobrirem os seios. Algumas pessoas protestaram e chegaram a agredir a equipe da novela. Nas palavras de Maria Padilha: "Quando os curiosos perceberam que faríamos topless, nos expulsaram da praia jogando latas e areia". A cena teve que ser gravada na praia de São Conrado.
Beatriz Segall viveu sua primeira megera na TV: a promotora de eventos Lourdes Mesquita. Gilberto havia matado a personagem da atriz em Dancin' Days (1978) no primeiro terço da novela, por falta de função na história. Desde então, o novelista quis escrever um grande papel para ela. Odete Roitman, personagem de Beatriz em Vale Tudo (1988), por ocasião dos preparativos para o casamento do filho, comentou que essa era uma tarefa tão importante que não a confiaria nem a Lourdes Mesquita!
Gilberto Braga se inspirou no musical norte-americano Annie, sobre a história de uma graciosa menina órfã - na novela, Maria Helena, vivida por Isabela Garcia, que tinha treze anos. Água Viva teve uma versão romanceada por Leonor Bassères, que também colaborou no texto da novela ao lado de Gilberto Braga e Manoel Carlos na série de livros Sucessos da Rede Globo.[carece de fontes?]
Foi a primeira telenovela do Gilberto Braga a utilizar o artifício de suspense quem matou. Na história, o personagem Miguel (Raul Cortez) foi assassinado no capítulo de 17 de julho. Na época essa estratégia não havia sido muito usada nas novelas. Como de costume, o assassino foi revelado só no último capítulo. O mistério manteve-se até o fim, quando foi revelado que o assassino era Kleber (José Lewgoy).
No passado, Kleber havia sido tutor dos irmãos Nelson (Reginaldo Faria) e Miguel Fragonard. Miguel havia descoberto que Kleber, que administrava os bens de Nelson, era o responsável pela sua falência financeira. Kleber terminou os seus dias na cadeia, escrevendo suas memórias.
No capítulo 39, exibido em 19/03/1980, foi ao ar (implicitamente) o primeiro baseado da TV brasileira. O personagem Alfredo (Fernando Eiras) enrolou tranquilamente seu cigarrinho de maconha.
Marcante a cena em que Lígia se fecha com Selma (Tamara Taxman) em um banheiro e lhe dá uma surra, que a deixa sangrando.
Gilberto Braga reescreveu essa cena em 2004, para sua novela Celebridade, na qual, da mesma forma, Maria Clara Diniz (Malu Mader) dá uma surra na antagonista, Laura (Cláudia Abreu), no banheiro de uma casa de shows
Foi o primeiro trabalho da figurinista Helena Gastal na Globo. Primeira novela dos atores John Herbert e Raul Cortez na emissora e a estreia em novelas de Carla Marins e Marcelo Faria.

## Audiência
Em sua exibição original, marcou 58 pontos de média geral no IBOPE, sendo considerada uma das novelas das oito de maior audiência da história da Globo.Sua maior audiência foi de 75 pontos no último capítulo em 08/08/1980 e a menor foi de 50 pontos, ainda assim na média exibida em 23/02/1980.

## Exibição
Foi reexibida pelo Vale a Pena Ver de Novo de 13 de fevereiro a 31 de agosto de 1984, substituindo Pecado Rasgado e sendo substituída por Final Feliz, em 145 capítulos. Foi a primeira novela das oito reprisada à tarde, quebrando o padrão de que apenas novelas das seis ou das sete horas eram reprisadas nesta faixa. A sua liberação foi conseguida em cima da hora, já que, em janeiro de 1984, a Globo tinha exibido chamadas do retorno de Elas por Elas.
Foi reexibida na íntegra pelo Viva de 30 de setembro de 2013 a 5 de abril de 2014, substituindo Rainha da Sucata e sendo substituída por Dancin' Days. A reprise da trama foi escolhida pelo público por meio de uma votação no site do canal. Concorrendo com Fera Ferida, O Dono do Mundo e A Indomada, a trama venceu a enquete com 41.7% dos votos.
Foi reexibida na íntegra no Viva Fast, a versão gratuita do canal por assinatura, entre 9 de setembro de 2024 a 18 de abril de 2025, substituindo Fera Radical. Foi também a última telenovela do Viva 80 Fast, já que no dia 16 de dezembro de 2024, foi iniciado o processo de fusão com o Viva 70 Fast, sendo concluído no dia 26 e a trama sendo mantida na grade do canal normalmente, agora assinando como Viva Fast, que encerraria as suas operações com o último capítulo desta por conta da baixa procura.

### Outras Mídias
Em junho de 2015, foi lançada em DVD pela Globo Marcas.
Em 17 de junho de 2024, foi disponibilizada na íntegra pelo Globoplay, como parte do Projeto Resgate.

## Trilha sonora
Água Viva também teve trilha sonora nacional e internacional. Várias canções marcaram a novela e personagens: "Realce", de Gilberto Gil, "Amor, Meu Grande Amor", de Ângela Rô Rô, "20 e Poucos Anos", de Fábio Jr, "Altos e Baixos", de Elis Regina, "Grito de Alerta", com Maria Bethânia, "Cais", de Milton Nascimento, "Wave", com João Gilberto, "Love I Need", de Jimmy Cliff, "Cruisin'", de Smokey Robinson, "Ships", com Barry Manilow, "Babe" de Styx, entre outras.

### Nacional
A trilha sonora nacional foi remasterizada e lançada em CD em 2001, pela Som Livre.
Capa: logotipo da novela
- "Grito de Alerta" - Maria Bethânia - (tema de Lígia e Nelson)
- "Desesperar Jamais" - Simone - (tema de Sueli e, depois, tema de Lígia)
- "Altos e Baixos" - Elis Regina - (tema de Lígia)
- "20 e Poucos Anos" - Fábio Jr. - (tema de Janete e Marcos)
- "Noites Cariocas" - Gal Costa - (tema de Stella)
- "Menino do Rio" - Baby Consuelo - (tema de abertura)
- "Realce" - Gilberto Gil - (tema de Bruno)
- "Amor, Meu Grande Amor" - Ângela Rô Rô - (tema de Sandra)
- "No Tempo dos Quintais" - Elizeth Cardoso
- "Peito Vazio" - Lúcia Araújo - (tema de Sueli)
- "Wave" - João Gilberto - (tema de Nelson)
- "Cais" - Milton Nascimento - (tema de Nelson)

### Internacional
Capa: concebida por Hans Donner, com o logotipo da novela
- "Lead Me On" - Maxine Nightingale - (tema de Suely)
- "Love I Need" - Jimmy Cliff (tema geral)
- "Do That To Me One More Time" - Susan Case & Sound Around (tema de Lourdes)
- "Ships" - Barry Manilow - (tema de Nelson)
- "D.I.S.C.O." - Ottawan - (tema geral)
- "Just When I Needed You Most" - Tony Wilson (tema de Lígia e Nelson)
- "Memories" - Bianchi - (tema de Maria Helena)
- "Babe" - Styx - (tema de Edir e Márcia)
- "Just Like You Do" - Carly Simon (tema de Lígia e Miguel)
- "I Don't Want To Fall In Love Again" - Voyage (tema geral)
- "Cruisin' " - Smokey Robinson (tema de Marcos e Janete)
- "The Second Time Around" - Shalamar (tema geral)
- "Never (Gonna Let You Go)" - Charme - (tema de Sandra)
- "Mandolay" - La Flavour (tema geral)